# Heliakisk uppgång
Heliakisk uppgång (av grekiska hē'lios, solen) är en typ av uppgång över horisonten för en himlakropp (stjärna, planet eller månen). Denna uppgång inträffar när den första gången på året blir synlig över horisonten i öster strax före soluppgången, efter en period då den varit osynlig nära solen.
Heliakisk uppgång är ett klassiskt astronomiskt-kalendariskt begrepp och var en viktig händelse i de flesta forntida kulturer och spelar fortfarande roll för inuiterna på Grönland. I det gamla Egyptens tideräkning var det till exempel Sirius'  heliakiska uppgång som bestämde när det nya året skulle börja, i nära anslutning till Nilens viktiga översvämning. Man försummade skillnaden mellan det sideriska årets 365,2564 dygn och det tropiska årets 365,2422, och antog ett år med exakt 365,25 dygn. Eftersom man fortsatte med ett kalenderår med 365 dygn fick man en lång Sothiscykel om 1461=(1 + 365/0,25) år under vilken nyåret successivt vandrade runt mellan olika datum. Heliakiska uppgångar finns dokumenterade och har varit till god hjälp för att fastställa dynastiernas plats i tiden.